# Triloculatum geeceearelensis
Espèce
Triloculatum geeceearelensis est une espèce de parasites cestodes de la famille des Onchobothriidae.